# Mount Nanlaud
Mount Nanlaud najviša je točka Saveznih Država Mikronezije i mikronezijskog otoka Pohnpei na 782 m kako je naznačeno na konačnoj topografskoj izmjeri USGS 1:25 000. Nalazi se na južnom dijelu otoka na granici između sjeveroistočnog kuta općine Kitti i južnog vrha općine Nett. Nanlaud je druga najviša planina u Mikroneziji nakon planine Mount Agrihan na Sjevernomarijanskim otocima (965 m/nm).
Neki izvori  pogrešno su protumačili obližnju visinu točke "772" iz USGS istraživanja; na toj karti, vrh označen kao "Nanlaud" ima konturu od 780 metara, kao i drugi najviši vrh, 1.4 km jugoistočno od Nanlauda, s oznakom "Ngihneni". Dolohmwar (Totolom), treći najviši vrh sa 760 metara, dodatnih je 800 m dalje duž grebena od “Ngihnenija”.